# Droga wojewódzka 195
Die Droga wojewódzka 195 (DW 195) ist eine zwei Kilometer lange Droga wojewódzka (Woiwodschaftsstraße) in der polnischen Woiwodschaft Großpolen, die Zatom Nowy mit Zatom Stary verbindet und im Powiat Międzychodzki liegt.

## Straßenverlauf
Woiwodschaft Großpolen, Powiat Międzychodzki
-  Zatom Nowy (Neu Zattum) (DW 198)
-  Fähre (Warthe)
-  Zatom Stary (Alt Zattum) (DW 192)